# Polypoetes luteivena
Polypoetes luteivena är en fjärilsart som beskrevs av Walker 1864. Polypoetes luteivena ingår i släktet Polypoetes och familjen tandspinnare. Inga underarter finns listade i Catalogue of Life.